# Радосвет Радев
Радосвет Крумов Радев е български журналист и бизнесмен, собственик и изпълнителен директор на Дарик радио. Основател на най-големия приватизационен фонд „Доверие“ и на приватизационен фонд „Албена инвест“.

## Биография
Роден е на 21 юли 1960 година в София. Завършва Юридическия факултет на Софийския държавен университет, специализира маркетинг и мениджмънт в САЩ. Работи последователно в Софийски градски съд и в Програма „Христо Ботев“ на Българското национално радио. През 1988 година става агент на Шесто управление на Държавна сигурност, като досието му е унищожено в самото начало на 1990 година.
През 1992 година създава „Дарик Радио“. Член е на Български бизнес клуб „Възраждане“ – затворен елитарен кръг от едри бизнесмени, притежаващи най-значимите предприятия в България и влияещи активно върху политическия живот в страната в началото на новото хилядолетие. Председател е на Съвета на директорите на „Геология и геофизика“ АД, „Дарик имоти България“ АД и „Доверие-Капитал“ АД. Член е на Съвета на директорите на „Доверие-Брико“ АД и на КК „Албена“ АД. Член е на Надзорния съвет на „Медика“ АД и на „Доверие – Обединен холдинг“ АД, както и на УС на „Елит“ АД – Павликени.
Председател е на Съюза на българските национални електронни медии. и е член на УС на Националния борд по туризъм и на Фондация „Буров“
От 1990 година Радосвет Радев е член на Управителния съвет на Българската стопанска камара и заместник-председател на камарата на обществени начала. На 19 юни 2018 година Управителният съвет на БСК го избира за изпълнителен председател, а на 5 декември 2018 година е избран за председател на Управителния съвет.
През 2018 година Радев е и ротационен председател на Асоциацията на организациите на българските работодатели, обединяваща национално представителните работодателски организации АИКБ, БСК, БТПП и КРИБ.
Радев е женен и има четири деца.
Умира внезапно на 6 август 2021 година в София пред сградата на радио „Дарик“.

## Отличия
- Доктор хонорис кауза на Шуменския университет „Еп. Константин Преславски“[11]
- Орден „Св. Св. Кирил и Методий“ с огърлие (Указ № 200/2010 г.) [12]

## Галерия
- Радосвет Радев на наградите „40 от 40“, 2020 г.
- Радосвет Радев с Теодосий Теодосиев на церемонията на наградата „Мъж на годината 2014“